# Bavayia exsuccida
Bavayia exsuccida är en ödleart som beskrevs av  Rudolf Bauer WHITAKER och SADLIER 1998. Bavayia exsuccida ingår i släktet Bavayia och familjen geckoödlor. IUCN kategoriserar arten globalt som starkt hotad.
Artens utbredningsområde är Nya Kaledonien. Inga underarter finns listade.